# Declarația Balfour (1917)

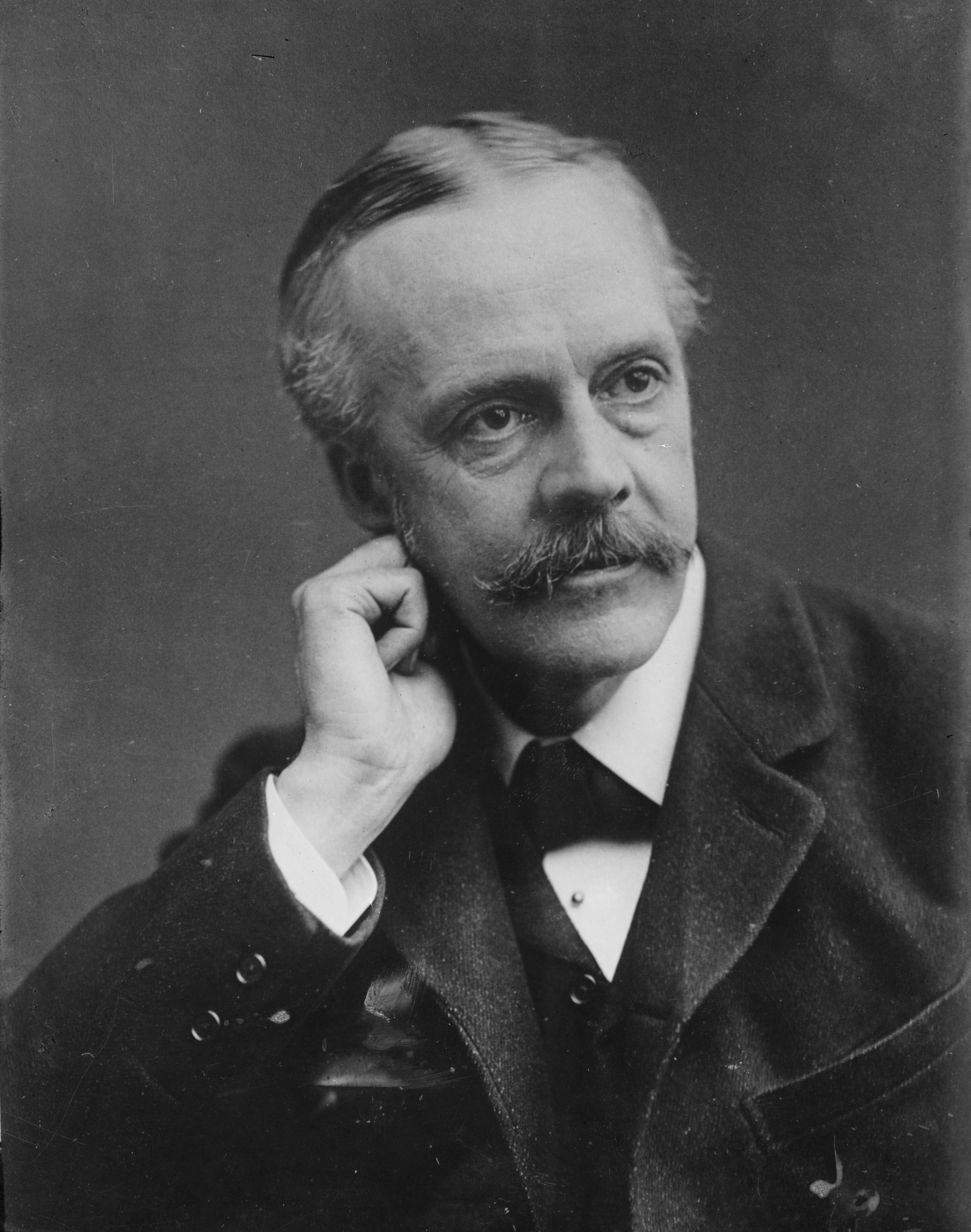
Arthur James Balfour

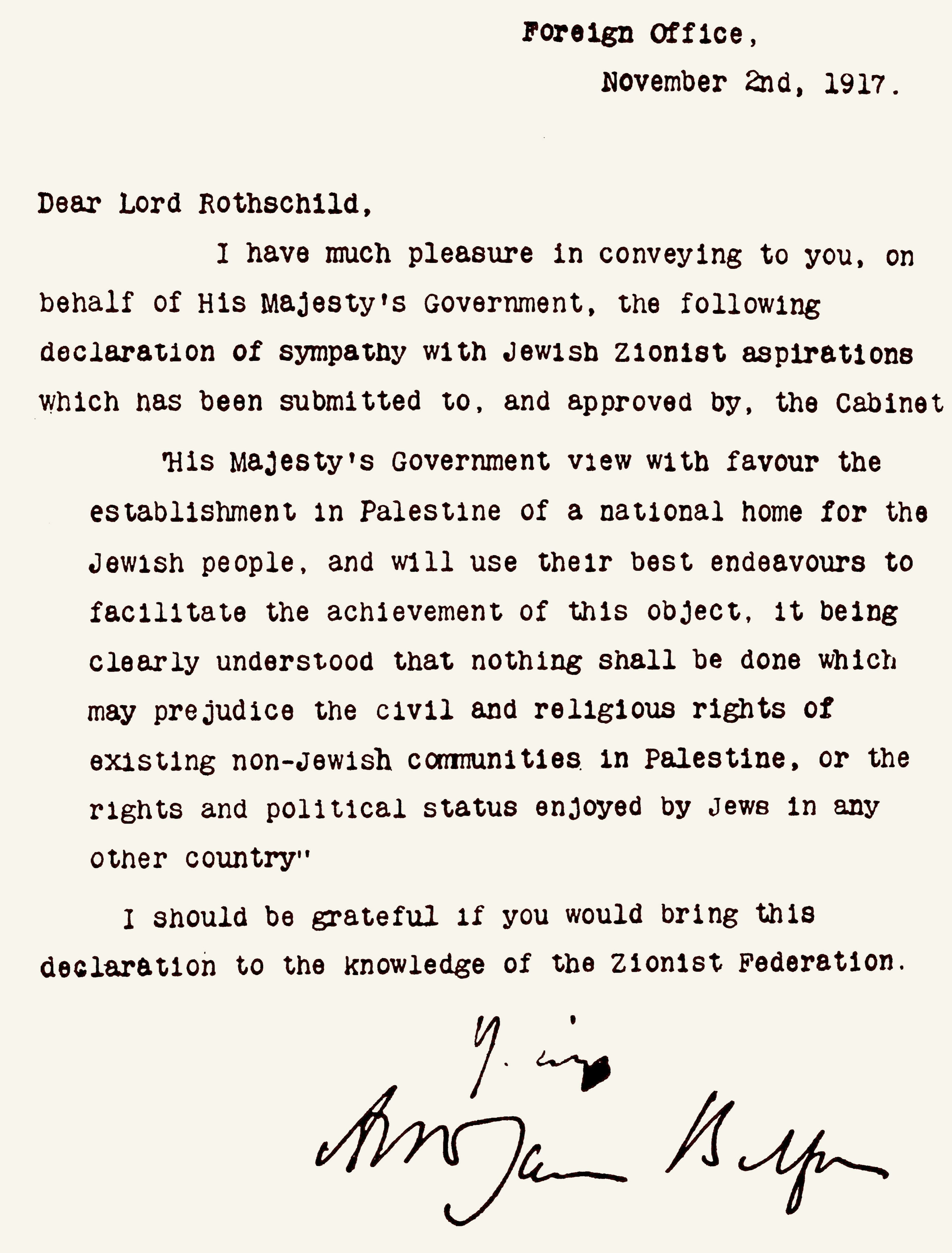

Declarația Balfour din 2 noiembrie 1917 a fost o declarație oficială de politică extenă a Regatului Unit prin care se afirma că guvernul „privește favorabil stabilirea în Palestina a unui Cămin național pentru poporul evreu și își va folosi bunele oficii pentru a facilita atingerea acestui obiectiv; este de înțeles că nu se va face nimic ce ar putea prejudicia drepturile civile și religioase ale comunităților neevreiești existente în Palestina, sau drepturile și statutul politic obținut de evrei în alte țări.”
Declarația a fost făcută într-o scrisoare a secretarului pentru afacerile externe Arthur James Balfour către baronul Lionel Walter Rothschild, unul dintre liderii comunității evreiești britanice, declarație care urma să fie transmisă „Federației Sioniste a Marii Britanii și Irlandei”, o organizație sionistă britanică. 
Declarația reflecta poziția cabinetului britanic, stabilită în ședința guvernului din 31 octombrie 1917. În declarație se mai afirma că este vorba de un act de  „... simpatie pentru aspirațiile evreiești sioniste”.
Declarația a fost și rezultatul eforturilor politice ale liderilor sioniștilor londonezi Chaim Weizmann și Nahum Sokolow. Ei ceruseră reconstituirea Palestinei ca singurul cămin național evreiesc. Declarația Balfour s-a situat din punctul lor de vedere mult sub așteptările sioniștilor.
Declarația Balfour a fost mai târziu incorporată printre prevederile Tratatului de la Sèvres dintre puterile aliate învingătoare și  Imperiul Otoman și în Mandatului britanic pentru Palestina. Originalul documentului este păstrat la British Library.
Ziua de 2 noiembrie este comemorată cu fast în Israel și în diaspora evreiască ca „Ziua Balfour”. Aceeași zi este amintită cu tristețe în toate statele arabe moderne

## Contextul general
În 1896, ziaristul austro-ungar Theodor Herzl a publicat Der Judenstaat („Statul Evreilor”), în care a afirmat că singura soluție pentru „Problema Evreiască” din Europa, inclusiv a antisemitismului în creștere, era înființarea unui stat evreiesc. Der Judenstaat a fost certificatul de naștere al mișcării politice a sionismului. Un an mai târziu, Herzl a fondat Organizația Sionistă (ZO), care, la Primul Congres Sionist, a cerut fondarea în Palestina unui cămin național pentru evrei, a cărui existență să fie garantată de legile internaționale. Metodele prin care urma să fie atins acest obiectiv includeau înființarea de colonii evreiești în regiune, organizarea evreilor din diaspora, întărirea sentimentului și conștiinței apartenenței la națiunea evreiască și obținerea garanțiilor din partea guvernelor lumii. La sfârșitul Primului Război Mondial, Regatul Unit a primit mandatul internațional pentru gestionarea teritoriului palestinian. După apariția Declarației Balfour, emigrația evreilor în Palestina a crescut foarte mult. În 1947, britanicii au decis să predea mandatul Organizației Națiunilor Unite, care a adoptat în același an Rezoluția 181, prin care Palestina a fost partiționată în doua state, unul arab și unul evreiesc. Dacă evreii au fost de acord cu împărțirea, palestinienii și statele arabe au refuzat să accepte hotărârea organizației mondiale, ceea ce a dus la izbucnirea primului război arabo-israelian. 
Au trecut aproximativ 30 de ani pentru ca prima țară arabă, Egipt, să recunoască Israelul, cu medierea SUA din timpul negocierilor de la Camp David. Liderii arabi au reacționat agresiv, mutând sediul Ligii Arabe de la Cairo și rupând relațiile cu Egiptul

## Evoluția diferitelor versiuni ale textului
În 1919, secretarul general (și viitor președinte) al Organizației Sioniste, Nahum Sokolow, a publicat lucrarea „History of Zionism (1600-1918)”. Sokolow  a reprezentat Organizația Sionistă la Conferința de Pace de la Paris. El a explicat delegaților că obiectivul organizației este crearea unui cămin național pentru evrei în Palestina. El a adăugat că, dacă dușmanii evreilor pretind că scopul sioniștilor este crearea unui „stat evreiesc independent”, aceasta nu a fost  niciodată un obiectiv al programului organizației. „Der Judenstaat” a fost titlul lucrării lui Herzl, care a atras atenția publicului asupra problemei și i-a obligat să se gândească la rezolvarea ei. Singurul program în vigoare, a mai adăugat Sokolow, este cel adoptat de Congresul Sionist care a urmat publicării lucrării lui  Herzl .
Textul acestei declarații a dus la stabilirea formei finale a Declarației Balfour. Astfel, a fost folosită expresia „cămin național” în locul cuvântului „stat”, datorită poziției anumitor membri ai cabinetului britanic față de programul sionist. Atât Organizația Sionistă cât și guvernul britanic au depus eforturi importante în deceniile care au urmat pentru afirmarea poziției conform căreia nu se intenționa crearea unui stat evreiesc. Cu toate acestea, în afara declarațiilor oficiale, membri ai cabinetului britanic au admis că era posibilă crearea unui stat evreiesc, în condițiile în care în zonă evreii ar fi ajuns să reprezinte majoritatea populațieiPeter Mansfield (1992). The Arabs. London: Penguin Books. pp. 176–77.</ref>
Prima versiune a declarație, conținută într-o scrisoare a lui Rothschild către Balfour se făcea afirma că „Palestina ar trebui reconstituită drept cămin național pentru poporul evreu”. În textul final s-a făcut o mică modificare, „În Palestina ….”, al cărei scop era sublinierea faptului că nu toată regiunea urma să fie destinată constituirii căminului național evreiesc. De asemenea, a fost adăugat un paragraf prin care se sublinia că nu se va întreprinde nimic care ar putea prejudicia drepturile civile și religioase ale comunităților neevreiești. Aceste schimbări au fost făcute, cel puțin în parte, și ca urmare a insistențele lui Edwin Samuel Montagu, un evreu antisionist, și Secretar de Stat pentru India în guvernul britanic, care considera că păstrarea textului original ar fi dus la creșterea antisemitismului. 
Ciorna declarației a fost trimisă celor interesați, iar, în luna octombrie, cabinetul britanic a primit răspunsuri de la diferitele comunități evreiești. În acea perioadă, guvernul Imperiului Britanic a făcut numeroase promisiuni pentru perioada postbelică. În ședința cabinetului de război din 31 octombrie 1917, Balfour a afirmat că o declarație favorabilă aspirațiilor sioniste ar permite Marii Britanii să ducă o „propagandă extrem de folositoare atât în Rusia, cât și în America”. După această ședință, aviația britanică a lansat foi volante cu textul declarației în idiș deasupra Gremaniei.

### Corespondența  McMahon–Hussein
Henry McMahon a purat o corespondență bogată cu  Hussein bin Ali în 1915, prin care i se promitea acestuia din urmă controlul asupra teritoriilor locuite de arabi, cu excepția unor regiuni din Siria aflate la veste de „districtele Damascu, Homs, Hama și Aleppo”. Palestina se afla la sud de teritoriile aflate în discuție, și situația ei nu a fost menționată în mod explicit. Regiunea litorală mediteraneană, care face parte în zilele noastre din Liban, era destinată să facă parte din viitorul mandat francez. După terminarea războiului, dimensiunile acestei zone litorale a devenit subiect de dispută. Hussein afirma că arabii din Beirut se vor opune puternic izolării lor de orice stat arab viitor, dar nu a adus niciodată în discuție problemele Palestinei sau Ierusalimului. Chaim Weizmann avea să noteze în cartea autobiografică Trial and Error că Palestina a fost exclusă din regiunile care ar fi trebuit să devină stat independent arab. Această interpretare a fost susținută în mod explicit de cabinetul britanic în 1922 în așa numita „Carte Albă”. 
Pe baza asigurărilor date de McMahon, pe 5 iunie 1916 a fost declanșată Revolta Arabă. Francezii și britanicii încheiaseră în mai 1916 Acordul Sykes–Picot, care privea împărțirea sferelor de influență în Orientul Apropiat, și care privea aceeași regiune. Acest acord împărțea teritoriile locuite de arabi între francezi și britanici și permitea internaționalizarea Palestinei. Hussein a aflat despre acest acord de la emisarii guvernului rus în decembrie 1917, dar temerile sale au fost împrăștiate de două telegrame trimise de Reginald Wingate, Înaltul comisar britanic al Egiptului, prin care se afirma că promisiunile britanice făcute arabilor rămân valabile, iar Acordul Sykes-Picot nu era decât un document de lucru, nu un tratat oficial.
După cu scrie Isaiah Friedman, Hussein nu a fost deranjat de publicarea Declarației Balfour și pe 23 martie 1918, ziarul Al Qibla din Mecca avea să publice următoarea declarație a liderului arab: „Reîntoarcerea acestor [jaliya] exilați în patria lor se va dovedi o școală spirituală și experimentală pentru frații lor [arabi]], care sunt alături de ei pe câmpuri, în fabrici, comerț și toate lucrurile legate de pământ”. 
El îi îndemna pe arabii din Palestina să-i întâmpine pe evrei ca pe niște frați și să coopereze cu ei pentru binele comun.
După publicarea Declarației, britanicii l-au trimis pe comandantul David George Hogarth să se întâlnească cu Hussein în ianuarie 1918.  Hogarth a remis un mesaj conform căruia „libertatea politică și economică” a poporului palestinian nu era pusă în discuție. Hogarth a raportat șefilor săi că Hussein „nu va accepta un stat evreiesc independent în Palestina”. Nemulțumirea arabilor față de intențiile Aliaților au dus la emiterea în anul 1918 a Declarațiilor celor șapte și a Declarației anglo-franceze. Declarația anglo-franceză afirma că sprijină „… eliberarea completă și finală a popoarelor care au fost oprimate atâta vreme de turci și stabilirea guvernelor naționale și a administrațiilor a căror autoritate rezultă din exercitarea liberă a inițiativei și alegerii populațiilor indigene” 
În perioada negocierilor McMahon-Hussein, funcția de ministru de externe era ocupată de Edward Grey. În timpul unui discurs din Camera Lorzilor pe 27 martie 1923, el a afirmat că are mari îndoieli cu privire la valabilitatea interpretării guvernului britanic cu privire propunerilor pe care el le făcuse ca ministru de externe lui Hussein în 1915. El a mai cerut de asemenea ca toate înțelegerile secrete cu privire la Palestina să fie făcute publice. După trecerea perioadei de declasificare, au putut fi cercetate documentele guvernului britanic din acea perioadă. Printre acestea se află minutele comitetului guvernamental pentru problemele Orientului prezidat de  George Curzon. În ședința din 5 decembrie 1918, ședință la care a participat și Balfour, Curzon a afirmat că Palestina se află pe lista regiunilor pentru care Marea Britanie s-a obligat să le sprijine să fie „arabe și independente”.

## Alfred Milner – autorul principal al Declarației
Profesorul Universității Georgetown Carroll Quigley în lucrarea sa „The Anglo-American Establishment”, publicată postum, a afirmat că Declarația Balfour a fost concepută de fapt de Alfred Milner. Quigley scrie că „Această declarație, care este cunoscută dintotdeauna ca Declarația Balfour, ar trebui numită mai degrabă Declarația Milner, de vreme ce Milner a fost adevăratul autor al documentului și a fost, se pare, principalul sprijinitor al lui în Cabinetul de Război. Acest fapt nu a fost făcut public până pe 21 iulie 1936. 
La acea dată, Ormsby-Gore, vorbind în numele guvernului în Camera Comunelor au spus: Versiunea pusă inițial pe seama Lordului Balfour nu a fost documentul final aprobat de Cabinetul de Război. Acea versiune aprobată de Cabinetul de Război și mai apoi de guvernele aliate și de Statele Unite … și încorporate mai târziu în Mandat,  a fost de fapt conceput de Lordul Milner. Versiunea finală efectivă a fost publicată în numele Secretarului pentru Afaceri Externe, dar autorul real a fost Lordul Milner”.

## Negocierile
Unul dintre susținătorii cei mai importanți ai căminului evreiesc din Palestina a fost Chaim Weizmann, principalul purtător de cuvânt al sioniștilor britanici. Weizmann a fost un chimist care a conceput un proces de sinteză al acetonei prin fermentație. Acetona este un material necesar în industria militară pentru producerea corditei, un explosiv fără fum, folosit la fabricarea munițiilor. 
Germania deținea în acea vreme stocurile principale de acetat de calciu, principala sursă de acetonă a vremii. Alte procese chimice folosite în Regatul Unit în perioada antebelică se dovediseră insuficiente pentru asigurarea nevoii crescânde de explosiv fără fum din Primul Război Mondial, iar criza de cordită ar fi putut avea consecințe grave asupra efortului de război britanic. Ministrul munițiilor din perioada războiului, David Lloyd-George, îi era recunoscător lui Weizmann pentru rezolvarea problemei acetonei și a devenit sprijinitorul aspirațiilor sioniste. Lloyd-George  avea să scrie în memoriile sale că atunci când l-a întâlnit pe Weizmann în 1916, acesta din urmă i-a prezentat concepția sa cu privire repatrierea evreilor pe „pământul sfânt pe care ei îl făcuseră faimos”. Lloyd-George afirmă în continuare că aceasta a fost momentul în care s-au pus bazele vestitei declarații cu privire la căminul național evreiesc în Palestina și, că de îndată ce a ajuns să ocupe funcția de premier, a discutat această problemă cu Balfour, ministrul de externe al cabinetului. Această versiune a fost pusă la îndoială de unii istorici, care consideră că discuțiile dintre Weizmann și Balfour au început cel puțin cu un deceniu mai devreme. La sfârșitul anului 1905, Balfour i-a cerut Charles Dreyfus, un apropiat al său și activist sionist, să intermedieze o întâlnire cu Weizman, în timpul căreia cel din urmă a cerut sprijinul guvernului britanic pentru mișcarea sionistă.
În timpul primei întâlniri dintre Weizmann și Balfour din 1906, Balfour l-a întrebat pe liderul sionist care sunt obiecțiunile acestui la ideea înființării unui cămin național evreiesc în Uganda, (în acea perioadă protectorat britanic), în loc de Palestinei. Weizmann a consemnat în memoriile sale: 
„Mr. Balfour, presupunând că eu v-aș fi oferit Parisul în locul Londrei, ați fi acceptat?” El s-a ridicat în picioare, s-a uitat la mine și a răspuns: „Dar, Dr. Weizmann, noi avem Londra”. „Așa e”, am spus, „numai că noi aveam Ierusalimul pe vremea când Londra era o mlaștină”. El … a spus două lucruri pe care mi le amintesc ca ieri. Primul a fost: „Sunt mulți evrei care gândesc ca dumneavoastră?” Am răspuns: „Cred că spun ceea ce gândesc milioane de evrei pe care nu îi veți vedea vreodată și care nu pot să vorbească în nume propriu” ... El a răspuns la aceasta: „Dacă este așa, veți fi o forță într-o zi”.
Profesorul de istorie specializat în istoria Orientului Mijlociu James L. Gelvin citează a mai multor motive pentru care guvernul britanic a ales să sprijine aspirațiile sioniștilor. Publicarea Declarației Balfour s-a bucurat de sprijinul a doi dintre consilierii lui Woodrow Wilson, Louis Brandeis și Felix Frankfurter, care erau la rândul lor sioniști înfocați. Gelvin amintește că guvernul britanic avea greutăți să-l abordeze pe Wilson în privința căminului național evreiesc, convingerea președintelui american fiind aceea că singura modalitate de încheiere a ostilităților era ca ambele tabere să accepte „pacea fără victorie”. Guvernul britanic a hotărât să adopte o abordare similară în cazul rușilor ca și în cazul americanilor. O serie de revoluționari bolșevici de prim rang, printre ei numărându-se Leon Troțki, aveau origini evreiești. Convingerea revoluționarilor ruși să sprijine sionismul le-ar fi dat un alt obiectiv de luptă. Nu în ultimul rând, britanicii erau interesați și să atragă resursele financiare importante ale evreilor. 

## Neconcordanțe între diferitele tratate și declarații
Declarația anglo-franceză din noiembrie 1918 asigura că cele două țări vor sprijini în Siria și Mesopotamia formarea unor guverne și administrații naționale, a căror autoritate urma să izvorască din exercitarea liberă a inițiativei și opțiunii popoarelor indigene. 
Balfour a demisionat din funcția de ministru de externe în timpul Conferinței de la Versailles din 1919, dar a continuat să fie membru al guvernului. Printr-un memorandum adresat noului ministru de externe, lordul Curzon, el a atras atenția că Declarația Balfour contravenea declarației franco-britanice, Convenția Ligii Națiunilor și instrucțiunilor Comisiei King-Crane. Toate aceste angajamente conțineau prevederi cu privire la stabilirea guvernelor naționale arabe și cu privire la principiul autodeterminării. 
Balfour și-a explicat poziția amintind că există contradicții între scrisorile Convenției Ligii Națiunilor și politica Aliaților în ceea ce privește Orientul Apropiat, care sunt mult mai mari în cazul „națiunii independente” a Palestinei decât cea în cazul „națiunii independente” a Siriei. Balfour amintea că britanicii, spre deosebire de comisia americană King-Crane, nu și-au propus în niciun moment să consulte populația palestiniană cu privire la viitorul regiunii. Pe de altă parte, Balfour recunoștea că cele patru mari puteri (Marea Britanie, Franța, Italia și SUA) erau sprijinitoare ale sionismului, iar sionismul era mult mai important prin tradițiile vechi față de prejudecățile celor 700.000 de palestinieni care locuiau în acel moment în zonă. În continuare, Balfour a declarat că viitoarea națiune independentă palestiniană trebuie să se bucure de controlul asupra surselor de apă, ceea ce a dus la propunerea unor granițe, în nord pe râul Hamon, iar în est la vest de Iordan. Această extindere nu presupunea, în opinia ministrului britanic, și controlul asupra căii ferate Hadjaz, care era legată aproape exclusiv de interesele arabilor. 

## Controverse legate de declarație
Publicul și guvernul britanice au ajuns treptat să considere tot mai nefavorabile angajamentele luate pentru susținerea sionismului. În februarie 1922, Winston Churchill i-a telegrafiat lui Herbert Samuel, Înaltul Comisar pentru Palestina, cerându-i să facă economii. Churchill afirma în telegramă că ostilitatea față de politica sionistă din Palestina este în creștere în ambele camere al parlamentului. El mai afirma că este tot mai greu să fie combătute opoziția contribuabililor britanici împovărați de taxe față de impunerea în Palestina a unei politici nepopulare.
John Evelyn Shuckburgh, funcționar al noului departament al Orientului Mijlociu al ministerului de externe, a descoperit la un moment dat că toată corespondența de până la emiterea declarației Balfour nu este de găsit în arhivele Colonial Office, deși actele Foreign Office ar fi trebuit să se bucure de un regim special. Explicația cea mai cuprinzătoare pe care a putut să o dea ministerul de externe cu privire la originile Declarației Balfour putea fi găsită într-o notiță „neoficială” din ianuarie 1923, în care se afirma că se cunosc foarte puține despre cum a primit formă politica reprezentată de declarație. Se afirma că patru-cinci oameni în conceperea acestei declarații, printre ei putându-se număra  Weizmann și Sokolow și, poate din umbră, lordul Rothschild. Documentul Foreign Office considera că, aparent, majoritatea negocierilor fuseseră purtate fără consemnarea lor în acte oficiale, ci cel mult în unele documente private.
Unul dintre motivele din spatele atitudinii britanice față de emigrație evreilor în Palestina sub mandat britanic ar fi putut fi asigurarea securității Canalului Suez, care făcea parte din ruta maritimă către India Britanică, și a oleoductului Mosul – Haifa, terminat în 1935. De altfel, după declararea independenței Israelului în 1948. Pomparea țițeiului spre Haifa a fost întreruptă de Irak. 
În Israel a apărut spre sfârșitul secolului al XX-lea un curent istoriografic numit „noii istorici”, care abordează critic formarea statului Israel și sionismul în general, curent asociat stângii politice și postsionismului⁠(d). Avi Shlaim, unul din promotorii acestui curent, scria, de exemplu, într-un articol publicat de trustul media qatarez Al Jazeera, că Declarația Balfour „un document colonial clasic” emis într-o „eră colonială”. El afirmă că „Marea Britanie nu avea niciun drept, moral sau juridic, să ofere drepturi naționale micii minorități evreiești și să-i refuze majorității arabe aceleași drepturi.”

## Opoziția arabilor
Arabii și-au exprimat nemulțumirea în noiembrie 1918 în timpul paradei care marca aniversarea Declarației Balfour. Asociația musulmano-creștină a protestat împotriva arborării „steagului alb-albastru cu două triunghiuri inversate în mijloc”. Asociația a atras atenția autorităților asupra consecințelor grave ale oricărei implicări politice în arborarea drapelului. 
La sfârșitul aceleiași luni, Asociația musulmano-creștină a trimis un memorandum guvernatorului britanic cu ocazia aniversării unui an de la ocuparea orașului Jaffa, în care protesta împotriva unei eventuale proclamări a unui stat evreiesc

## Urmări
Există mai multe implicații ale Declarației Balfour din 1917. Emiterea acestei declarații a influențat în mod hotărâtor „aliyah”, emigrarea evreilor în țara strămoșilor lor. Uriașul aflux de emigranți a modificat compoziția demografică a țării Sfinte. Totodată declarația a influențat formarea statului Israel. 